# ميخائيل وين-جونز
ميخائيل وين-جونز (بالإنجليزية: Michael Wynn-Jones)‏ هو لاعب كرة قدم بريطاني، ولد في 1941.